# Le Tourne
Le Tourne ist eine französische Gemeinde im Département Gironde in der Region Nouvelle-Aquitaine. Sie gehört zum Kanton L’Entre-deux-Mers im Arrondissement Bordeaux.
Die Gemeinde liegt im Einzugsgebiet der Stadt Bordeaux. Während Le Tourne im Jahr 1962 noch über 622  Einwohner verfügte, zählt man aktuell 836 Einwohner (Stand 1. Januar 2022).

## Bevölkerungsentwicklung
| Jahr                      | 1962 | 1968 | 1975 | 1982 | 1990 | 1999 | 2011 | 2016 |
| Einwohner                 | 622  | 696  | 714  | 762  | 698  | 695  | 765  | 812  |
| Quelle: Cassini und INSEE |      |      |      |      |      |      |      |      |

## Weinbau
Le Tourne ist eine Weinbaugemeinde; die Rebflächen gehören zu den Appellationen Premières Côtes de Bordeaux und Cadillac.

## Sehenswürdigkeiten
- Kirche Saint-Étienne

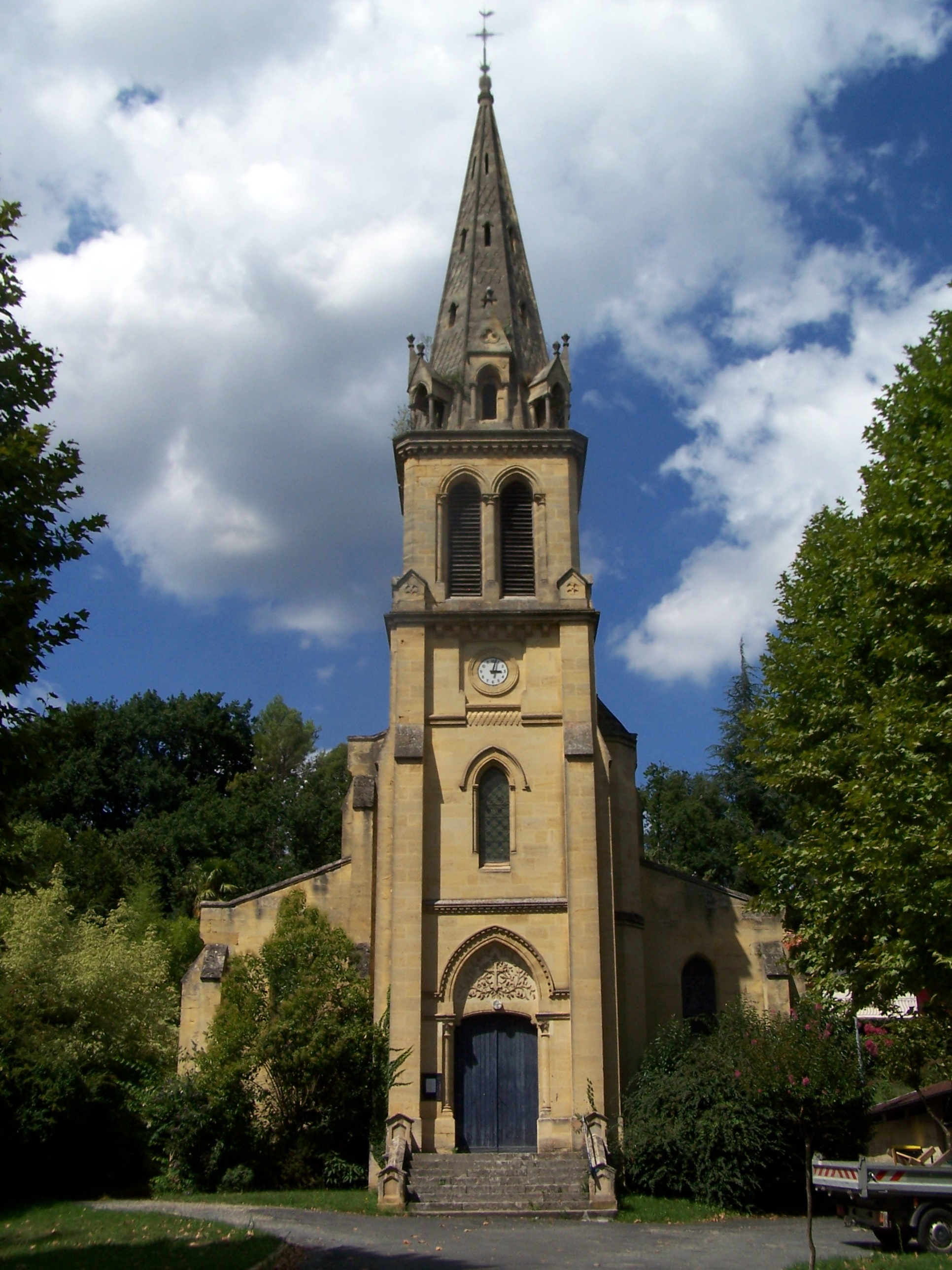
Kirche Saint-Étienne

Siehe auch: Liste der Monuments historiques in Le Tourne